# Stato Islamico di Transizione dell'Afghanistan
Lo Stato Islamico di Transizione dell'Afghanistan, noto anche come Autorità di transizione afghana, era un'amministrazione temporanea dell'Afghanistan istituita dalla Loya jirga del giugno 2002. Succedette allo Stato Islamico dell'Afghanistan e venne sostituito dalla Repubblica Islamica dell'Afghanistan.

## Storia

### Scenario
In seguito all'invasione dell'Afghanistan da parte degli Stati Uniti d'America, una conferenza dei leader afghani sponsorizzata dall'ONU e tenutasi a Bonn, in Germania, nel dicembre 2001, portò alla nomina dell'Amministrazione provvisoria afghana sotto la presidenza di Hamid Karzai. Tuttavia, questa amministrazione provvisoria, che non era ampiamente rappresentativa, doveva durare solo sei mesi, per essere poi sostituita da un'amministrazione di transizione. Il passaggio a questa seconda fase avrebbe richiesto la convocazione di una tradizionale loya jirga afghana di emergenza. Quest'ultima elesse un nuovo capo di Stato e nominò l'amministrazione di transizione, che, a sua volta, avrebbe governato il paese per un massimo di altri due anni, fino a quando non fosse stato eletto un "governo pienamente rappresentativo" attraverso elezioni libere ed eque.

### Eleggere un capo di Stato
La cosa più importante che la Loya jirga doveva fare era scegliere un presidente per l'amministrazione di transizione che avrebbe guidato il paese fino alle elezioni presidenziali ufficiali del 2004. Inizialmente, c'erano due candidati che avevano dichiarato di essere disponibili: l'ex presidente dell'Afghanistan e leader dell'Alleanza del Nord Burhanuddin Rabbani e il presidente dell'amministrazione provvisoria afghana Hamid Karzai, sostenuto dagli americani, da Abdullah Abdullah e da Mohammed Fahim (quest'ultimi due importanti leader dell'Alleanza del Nord). Un terzo possibile candidato era Sua Maestà Mohammed Zahir Shah, l'ultimo Re dell'Afghanistan. Aveva vissuto per anni a Roma, ma era tornato in Patria dopo la caduta del regime talebano. Già alla Conferenza di Bonn, che aveva insediato l'amministrazione provvisoria, c'era un gruppo di suoi sostenitori, chiamato gruppo-Roma, che voleva portarlo a ricoprire la carica di Capo di Stato.
Al suo arrivo a Kabul, più di 800 delegati firmarono una petizione per sollecitare la nomina a Capo di Stato, anche se solo come prestanome. In vista della speculazione, che suscitò la petizione, i rappresentanti degli Stati Uniti e delle Nazioni Unite lo spinsero a ritirarsi. L'inizio della Loya jirga venne ritardato dal 10 all'11 giugno a causa di "problemi logistici e preparatori". Il 10 giugno il rappresentante statunitense, Zalmay Khalilzad, tenne una conferenza stampa in cui dichiarò che Sua Maestà Reale non era più candidato. Lo stesso giorno, in un'altra conferenza stampa, lo confermò il diretto interessato, dicendo che: "Non ho intenzione di restaurare la monarchia. Non sono un candidato per nessuna posizione nella Loya jirga." Hamid Karzai, che era seduto accanto a Mohammed Zahir Shah alla conferenza stampa, lo definì il "padre della Nazione" e lo ringraziò per la "fiducia che Sua Maestà ha riposto in me". Il giorno dopo l'ex presidente Burhanuddin Rabbani ritirò la sua candidatura a Capo di Stato in favore di Karzai "per amore dell'unità nazionale".
Quindi sembrava che Karzai sarebbe stato incontrastato per la posizione, ma emersero altri due candidati. Per giungere al ballottaggio alla Loya jirga un candidato doveva presentare 150 firme per la sua candidatura. Glam Fareq Majidi ne raccolse solo 101, quindi non divenne candidato. L'ex combattente mujāhid Mohammed Asef Mohsoni presentò una lista con 1.050 nomi per Karzai, ed anche Masooda Jalal, una dottoressa che lavorava con il Programma alimentare mondiale, e Mahfoz Nadai, un ufficiale dell'Esercito Uzbeko, poeta e viceministro del governo, raccolsero abbastanza firme per accedere al ballottaggio.
L'elezione del Presidente dell'amministrazione di transizione si svolse a scrutinio segreto il 13 giugno 2002, con le foto in bianco e nero dei candidati accanto ai loro nomi. Hamid Karzai venne scelto con una stragrande maggioranza dell'83% e perciò rimase in carica.
| Candidati     | Voti  | %    |
| ------------- | ----- | ---- |
| Hamid Karzai  | 1.295 | 83%  |
| Masooda Jalal | 171   | 11%  |
| Mahfoz Nadai  | 89    | 6%   |
| Voti totali   | 1.555 | 100% |

### Nomina dei ministri del governo
Il 18 giugno, giorno in cui Karzai avrebbe dovuto presentare il suo gabinetto alla Loya jirga, disse che avrebbe avuto bisogno di un altro giorno per completare la sua lista finale.
Il 19 giugno, ultimo giorno della Loya jirga, Karzai annunciò i nomi di 14 ministri della futura amministrazione di transizione afghana, tra cui tre vicepresidenti. Nominò anche un presidente della Corte Suprema. "Accettate questo Gabinetto?" chiese Karzai alla Loya jirga. Dopo che le mani si sollevarono in segno di sostegno, disse: "Tutti l'hanno accettato e ne sono felice". Ciò portò ad alcune polemiche, dal momento che i delegati affermarono che non c'era stato un voto adeguato e che il governo non era stato selezionato democraticamente, ma era il risultato di negoziati politici paralleli alla Loya jirga.
Tutti e tre i posti di vicepresidente vennero assegnati a comandanti dell'Alleanza del Nord, sebbene Karzai fosse stato attento ad assicurarsi che nessuno dei vicepresidenti provenisse dalla stessa origine etnica. Dopo la Loya jirga vi furono alcune polemiche sul governo che Karzai aveva nominato, e diversi nomi vennero aggiunti alla lista, prima che il governo vero e proprio prestasse giuramento il 24 giugno, per placare alcune fazioni all'interno dell'Afghanistan. Il 22 giugno Karzai presentò il maggior numero di membri del gabinetto, portando il numero totale dei ministri a 29. Il gabinetto entrò in carica il 24 giugno 2002, ma a causa delle polemiche sulla carica di ministro per gli affari della donna, questo dicastero rimase vacante. Prima della fine di giugno Karzai nominò un consigliere statale al ministero per gli affari femminili e successivamente anche un ministro formale. In quegli ultimi giorni di giugno Karzai aggiunse anche altri due vicepresidenti e un altro consigliere per la sicurezza nazionale.

### Lo squilibrio rappresentativo a favore dei Pashtun
Il governo ad interim era in gran parte dominato dai signori della guerra tagiki dell'Alleanza del Nord, quindi la maggioranza pashtun voleva che la successiva amministrazione di transizione fosse più rappresentativa. Nella prima amministrazione 9 dei 29 ministri erano di etnia pashtun, nella nuova amministrazione c'erano 13 ministri pashtun su 30 totali. Il resto del gabinetto era composto da 7 tagiki, 3 uzbeki, 2 hazara, 2 sciiti non hazara e 1 turkmeno.

### Gabinetto dei signori della guerra
Il gruppo pasthun nell'amministrazione di transizione era più forte che nell'amministrazione provvisoria e la Loya jirga era destinata in parte ad aumentare l'influenza civile nel governo. Tuttavia, in molti modi le fazioni militari e i signori della guerra dell'Afghanistan aumentarono e legittimarono ulteriormente il loro potere durante la Loya jirga. I funzionari dell'esercito e della polizia minacciarono, imprigionarono e persino uccisero i candidati per impedire loro di candidarsi alla Loya jirga, o per intimidirli dall'agire in modo indipendente L'Alleanza del Nord dominava ancora il governo. I tre vicepresidenti che Karzai aveva annunciato alla Loya jirga, Khalili, Qadir e Fahim erano tutti comandanti dell'Alleanza del Nord, sebbene nessuno di loro avesse lo stesso retroterra etnico. Il potente trio tagiko Jamiat-e Islami Fahim, Qanuni e Abdullah mantenne posizioni importanti nel nuovo governo.
Il potente signore della guerra Ismail Khan non faceva parte dell'amministrazione, ma era rappresentato da suo figlio, Mir Wais Saddiq. Tuttavia Saddiq venne assassinato nel 2004 mentre era in carica come ministro. Anche un altro potente signore della guerra, l'uzbeko Abdul Rashid Dostum, non faceva parte del governo, tuttavia c'era un uzbeko in più sia nell'amministrazione di transizione che in quella provvisoria.
Negli anni successivi all'insediamento del governo, il presidente Karzai compì alcuni sforzi per limitare i peggiori effetti del dominio dei signori della guerra, ad esempio sostituendo il relativamente debole pashtun che guidava il ministero degli Interni con il più riformista Ali Ahmad Jalali.

### Aggiunta di lealisti
Alla Loya jirga, Karzai nominò Sua Maestà Zahir Shah padre della nazione. Tuttavia, alcuni dei sostenitori del Re pensavano che un titolo onorifico non fosse abbastanza e lo avrebbero visto in una posizione ufficiale come presidente, con Karzai come primo ministro. Inoltre, due dei lealisti del Re, Hedayat Amin Arsala e Abdul Rassoul Amin, avevano perso la posizione che avevano nel governo ad interim. Poiché i membri fedeli a Mohammed Zahir Shah, riuniti nel gruppo di Roma pensavano di avere una minore influenza, Karzai aggiunse, a fine giugno, Zalmay Rassoul come consigliere per la sicurezza e Amin Arsala come quinto vicepresidente.

### Intellettuali di scuola occidentale
Karzai era anche sotto pressione per mettere nell'amministrazione alcuni afgani altamente istruiti che erano diventati rifugiati durante il regime comunista o il governo talebano dell'Afghanistan ed erano stati istruiti nelle università occidentali. La persona più notevole che Karzai inserì nella sua amministrazione fu Ashraf Ghani, che aveva lavorato presso la Banca Mondiale, come ministro delle finanze. Juma Mohammedi, che divenne ministro delle miniere, era stato anche lui un funzionario della Banca mondiale. Il nuovo ministro dell'Interno, Taj Mohammad Wardak, aveva la cittadinanza statunitense, così come Ali Ahmad Jalali, che lo sostituì come ministro dell'Interno nel gennaio 2003.

### L'opposizione di Yunus Qanuni
A causa di questo problema di Pashtun sotto rappresentati, Yunus Qanuni, uno degli importanti leader dell'Alleanza del Nord, disse nella sessione di apertura che si sarebbe dimesso da ministro dell'importante incarico degli interni in modo che Karzai potesse rafforzare il governo nazionale ampliando il suo mix etnico. Yunus Qanuni, l'ex ministro degli Interni, era scontento del posto di ministro dell'Istruzione che gli era stato assegnato, poiché si aspettava di diventare primo ministro. Qanuni disse di aver preso in considerazione l'idea di non entrare affatto nel governo. Il 20 e 21 giugno le truppe panjshiri di base, che dominavano il ministero degli Interni, bloccarono temporaneamente le strade intorno al complesso del ministero degli Interni a Kabul e brandirono le armi per dimostrare che la loro lealtà rimaneva con Qanuni. Negarono al nuovo ministro dell'Interno, l'ottantenne Taj Mohammad Wardak, l'accesso al ministero dell'Interno. Dopo che Karzai nominò Qanuni consigliere speciale per la sicurezza, e quindi detentore non ufficiale del controllo sull'apparato di intelligence afghano e de facto supervisore di Wardak, decise di entrare comunque nell'amministrazione, ma formò anche un partito al di fuori del governo e si candidò alla presidenza alle prossime elezioni.

### Ministero degli affari femminili
C'era anche polemica intorno alla carica di ministro per gli affari femminili: il ministro ad interim, Sima Samar, era stata molto schietta; venne minacciata e denunce contro di lei vennero presentate alla corte suprema che alla fine decise di non accusarla di blasfemia. Alla Loya jirga, Samar non figurava nella lista inizialmente poiché non era stato previsto alcun ministro per gli affari femminili. Karzai in seguito nominò Mahbuba Huquqmal Rappresentante di Stato nel Ministero per gli Affari Femminili e successivamente Habiba Sarabi come Ministro formale.

### L'uccisione di Abdul Qadir
Il vicepresidente pashtun era Abdul Qadir, uno dei pochi comandanti dell'Alleanza del Nord di origine etnica pashtun. Il 6 luglio 2002, Qadir e suo genero vennero uccisi da uomini armati in un attacco a sorpresa con un movente sconosciuto. Nel 2004, un uomo venne condannato a morte e altri due a pene detentive per l'omicidio.

## Composizione dell'amministrazione di transizione
| Posizione                                                                     | Nome                                 | Etnia/Religione | Note |
| ----------------------------------------------------------------------------- | ------------------------------------ | --------------- | --- |
| Presidente                                                                    | Hamid Karzai                         | Pashtun         | In precedenza Primo Ministro |
| Vice presidente e Ministro della Difesa                                       | Mohammed Fahim                       | Tagico          | Nuovo incarico |
| Vice presidente                                                               | Karim Khalili                        | Hazara          | Nuovo incarico |
| Vice presidente                                                               | Hedayat Amin Arsala                  | Pashtun         | In precedenza Ministro delle Finanze |
| Vice presidente e Ministro dei Lavori Pubblici                                | Abdul Qadir Abdul Ali                | Pashtun         | In precedenza Ministri degli Affari Interni (ucciso il 6 luglio 2002) Nuovo (Ali rilevò il portafoglio dei Lavori pubblici solo dopo il 6 luglio 2002) |
| Vice presidente e Capo della Commissione per la Costituzione dell'Afghanistan | Nematullah Shahrani                  | Uzbeko          | Nuovo incarico |
| Consigliere speciale per la Sicurezza Ministro dell'Istruzione                | Yunus Qanooni                        | Tagico          | Carica creata |
| Ministro degli esteri                                                         | Abdullah Abdullah                    | Tagico          | Nuovo incarico |
| Ministro delle Finanze                                                        | Ashraf Ghani                         | Pashtun         | Nuovo incarico |
| Ministro degli Affari Interni                                                 | Taj Mohammed Wardak Ali Ahmad Jalali | Pashtun         | Nuovo incarico Nuovo incarico (Jalali sostituì Wardak nel gennaio 2003)                                                                                |
| Ministro della Programmazione                                                 | Mohammed Mohaqqeq                    | Hazara          | In precedenza vice Primo Ministro |
| Ministro della Comunicazione                                                  | Masoom Stanakzai                     | Pashtun         | Nuovo incarico |
| Ministro dei Confini                                                          | Arif Nurzai                          | Pashtun         | In precedenza Ministro delle Piccole Industrie |
| Ministro dei Rifugiati                                                        | Intayatullah Nazeri                  | Tagico          | Già in carica nel precedente governo |
| Ministro delle Miniere                                                        | Juma Muhammad Muhammadi              | Pashtun         | Nuovo incarico |
| Ministro delle Industrie Leggere                                              | Mohammed Alim Razm                   | Uzbeko          | Già in carica nel precedente governo |
| Ministro della Salute                                                         | Sohaila Siddiqi                      | Pashtun         | Già in carica nel precedente governo |
| Ministro del Commercio                                                        | Sayed Mustafa Kasemi                 | Sciita          | Già in carica nel precedente governo |
| Ministro dell'Agricoltura                                                     | Sayed Hussain Anwari                 | Hazara          | Già in carica nel precedente governo |
| Ministro della Giustizia                                                      | Abbas Karimi                         | Uzbeko          | Già in carica nel precedente governo |
| Ministro della Cultura e dell'Informazione                                    | Saeed Makhdoom Rahim                 | Tagico          | Già in carica nel precedente governo |
| Ministro della Ricostruzione                                                  | Mohammed Fahim Farhang               | Pashtun         | Già in carica nel precedente governo |
| Ministro dell'Haj e delle Moschee                                             | Mohammed Amin Naziryar               | Pashtun         | Nuovo incarico |
| Ministro degli Affari Urbani                                                  | Yusuf Pashtun Gul Agha Sherzai       | Pashtun         | Nuovo incarico Nuovo incarico (dal 16 agosto 2003) |
| Ministro dell'Approvviggionamento Idrico                                      | Ahmed Shakar Karkar                  | Uzbeko          | Già in carica nel precedente governo come vice Primo Ministro                                                                                          |
| Ministro dell'Irrigazione e dell'Ambiente                                     | Ahmed Yusuf Nuristani                | Pashtun         | Nuovo incarico |
| Ministro dei Martiri e dei Disabili                                           | Abdullah Wardak                      | Pashtun         | Già in carica nel precedente governo |
| Ministro dell'Università                                                      | Sharif Faez                          | Tagico          | Già in carica nel precedente governo |
| Ministro dell'aviazione civile e del turismo                                  | Mir Wais Saddiq                      | Tagico          | Già in carica nel precedente governo come ministro del Lavoro e degli Affari Sociali                                                                   |
| Ministro dei Trasporti                                                        | Said Mohammad Ali Jawid              | Sciita          | Nuovo incarico |
| Ministro dello Sviluppo Rurale                                                | Hanif Asmar                          | Pashtun         | Nuovo incarico |
| Ministro del Lavoro e degli Affari Sociali                                    | Noor Mohammad Qarqin                 | Turkmeno        | Nuovo incarico |
| Ministra degli Affari Femminili                                               | Habiba Sarabi                        | Hazara          | Nuovo incarico |
| Capo della Suprema Corte di Giustizia Afghana                                 | Hadi Shinwari                        | Pashtun         | Nuovo incarico |
| Consigliere sulla Sicurezza                                                   | Zalmay Rassoul                       | Pashtun         | Nuovo incarico |
| Consigliera sugli Affari Femminili                                            | Mahbooba Hoquqmal                    | Pashtun         | Nuovo incarico |
| Governatore della Banca Centrale dell'Afghanistan                             | Anwar ul-Haq Ahadi                   | Pashtun         | Nuovo incarico |